# Ruzhou
Ruzhou (汝州 ; pinyin : Rǔzhōu) est une ville de la province du Henan en Chine. C'est une ville-district placée sous la juridiction administrative de la ville-préfecture de Pingdingshan.

## Démographie
La population du district était de 924 159 habitants en 1999.